# 917

## Събития
- 20 август – битката при Ахелой.